# Ralf Mackenbach
Pour la ville, voir Mackenbach.
Ralf Mackenbach, dit Ralf, est un chanteur néerlandais né le 4 octobre 1995 à Best (Pays-Bas).
Il remporte le Concours Eurovision de la chanson junior en 2009 avec la chanson Click Clack pour son pays, les Pays-Bas.

## Discographie

### Albums
- Ralf (2010)
- Moving On (2011)
- Seventeen (2012)